# 坦多夫
坦多夫是德国梅克伦堡-前波美拉尼亚州的一个市镇。总面积9.08平方公里，总人口176人，其中男性83人，女性93人（2011年12月31日），人口密度19人/平方公里。